# Lobopsammia
Genre
Lobopsammia est un genre éteint de coraux durs de la famille des Dendrophylliidae.

## Liste d'espèces
Selon World Register of Marine Species (1 juillet 2015), le genre Lobopsammia comprend l'espèce suivante :
- Lobopsammia cariosum Goldfuss, 1826 †